# Ankarkors

Ankarkors

Ett ankarkors är ett likarmat kors där armarnas ändar är kluvna och utåtsvängda så att de bildar ankare. Utmärkelser med ankarkors finns idag bara i San Marino, till exempel Orde van Sint-Marinus.
I heraldiken förekommer ankarkors som sköldemärke.